# Nico Frijda

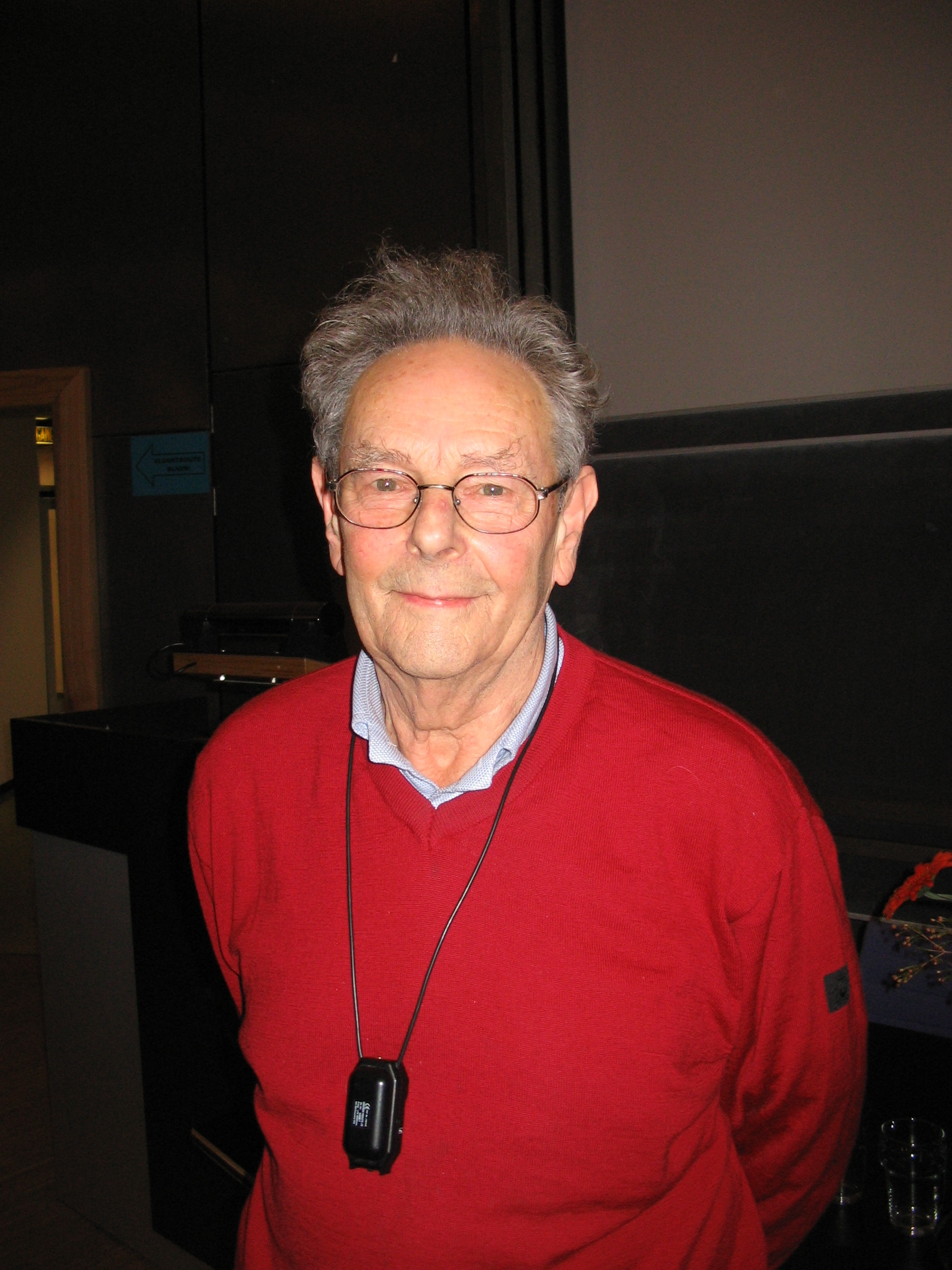
Nico Frijda (2007)

Nico Henri Frijda (* 1. Mai 1927 in Amsterdam, Niederlande; † 11. April 2015 ebenda) war ein niederländischer Psychologe, Autor und Professor der Universität von Amsterdam. Sein 1986 erschienenes Werk The Emotions gilt als Standardwerk der Psychologie.

## Leben
Frijda war das jüngste der drei Kinder des Professors für Rechts- und Staatswissenschaften Herman Frijda und seiner Frau Dora Hermance Charlotte. Mit seinen beiden älteren Geschwistern, seinem Bruder Leo Herman und seiner Schwester Jetta Sandra. wuchs Nico Frijda in Amsterdam auf, wo sein Vater an der Universität von Amsterdam lehrte.
Während der deutschen Besatzung der Niederlande im Zweiten Weltkrieg tauchte Nico Frijda in Friesland unter. Seine in dieser Zeit verfassten Briefe wurden nach Beendigung des Zweiten Weltkriegs unter dem Titel Post uit Friesland (Post aus Friesland) veröffentlicht. Sein Vater und sein älterer Bruder wurden von den Nazis ermordet. Frijdas Vater wurde zunächst mit Berufsverbot belegt, 1944 verhaftet, ins Durchgangslager Westerbork verbracht, dann ins KZ Auschwitz deportiert, wo er noch im selben Jahr ermordet wurde. Sein älterer Bruder Leo Herman Frijda kämpfte während der deutschen Besatzung in der 1940 gegründeten niederländischen Widerstandsgruppe CS-6 und wurde 1943 in der Nähe von Bloemendaal hingerichtet.
Frijda studierte Psychologie an der Universität von Amsterdam, wo er 1956 mit der Dissertation Het Begrijpen van Gelaatsexpressies (Das Verstehen von Gesichtsausdrücken) promoviert wurde. 1965 wurde er zum ordentlichen Professor für Psychologie an derselben Universität ernannt. 1992 ging er in den Ruhestand. Im Jahr darauf wurde er zum Mitglied der American Academy of Arts and Sciences ernannt. Er starb am 11. April 2015 in seiner Geburtsstadt Amsterdam.

## Privates
Nico Frijda war in erster Ehe mit der Schauspielerin Nelly Wiegel, die als Nelly Frijda bekannt wurde, verheiratet.
Das Paar bekam eine Tochter und zwei Söhne. Nachdem die Ehe im Jahre 1975 geschieden wurde, heiratete Frijda ein zweites Mal. Aus dieser Ehe ging ein Sohn hervor.

## Schriften (Auswahl)
- De betekenis van de gelaatsexpressie (Diss. 1956)
- Gelaat en karakter (1958)
- Post uit Friesland (1984)
- The Emotions (1986)
- De emoties; een overzicht van onderzoek en theorie (1988)
- De psychologie heeft zin (1993)
- The Laws of Emotions (2006)